# Julia Campbell (calciatrice)
Julia Petryce Campbell (1º aprile 1965) è un'ex calciatrice neozelandese, di ruolo centrocampista.
(Rachel Olivier)

## Nazionale
Julia Campbell esordì con le Football Ferns il 12 dicembre 1987 nella vittoria per 3-0 contro una rappresentativa Hawaiana..
Ha collezionato in tutto 29 presenze con la maglia della sua nazionale.
Ha partecipato ai mondiali del 1991 in Cina, giocando tutte e tre le partite della sua squadra.